# Private label

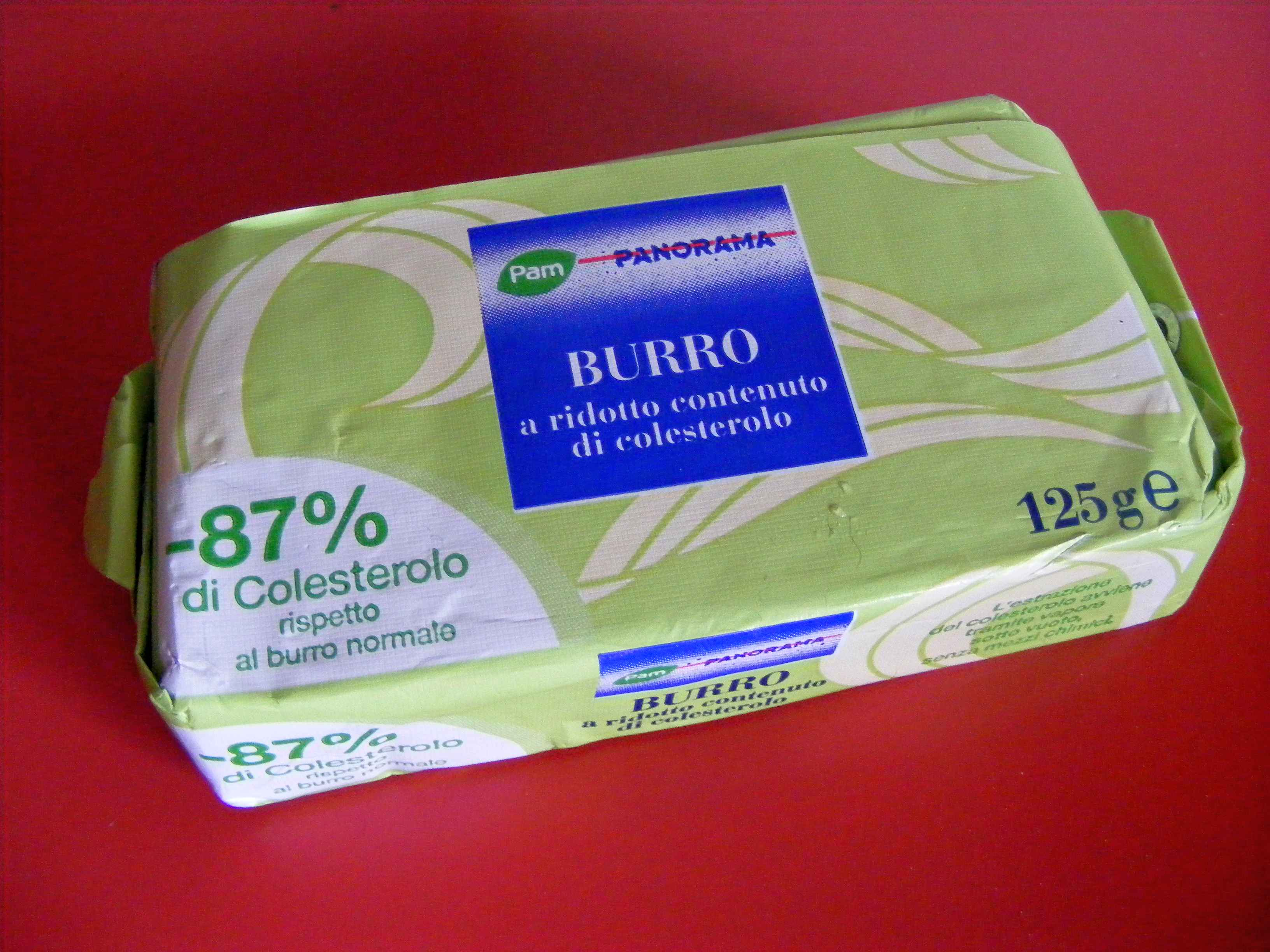
Private label per prodotto alimentare (burro a ridotto contenuto di colesterolo)

Le private label o marche private, sono prodotti o servizi solitamente realizzati o forniti da società terze (fornitore di marca industriale o terzista vera e propria) e venduti con il marchio della società che vende/offre il prodotto/servizio (Distributore). Nel passato erano anche chiamati "white label" (etichette bianche) in quanto la marca offerta da Sainsbury's (catena di supermercati inglese) era appunto un'etichetta bianca su cui era scritto il semplice nome del prodotto.
Questa tipologia di prodotti, non avendo la componente del costo di marketing tipico dell'industria di marca, permette al distributore di incassare margini più alti, rispetto agli analoghi prodotti di marca, e al consumatore di portare a casa un prodotto di qualità assimilabile a quella di marca a costi più contenuti. Molto spesso la fabbricazione dei prodotti è affidata a produttori di fiducia allo scopo di sviluppare le autonomie industriali locali e, inoltre, permettono di saltare l'anello del grossista, determinando prezzi concorrenziali di vendita.
La marca privata, se sfruttata correttamente, è una leva di marketing in più nelle mani del distributore. Con essa si può rafforzare agli occhi del consumatore l'immagine dell'insegna, della sua convenienza e/o della sua qualità.
Le private label possono nascere sia nell'ambito della Grande Distribuzione (GD), favorendo produzioni a marchio di una catena (Coop, Carrefour ecc...) sia nell'ambito della Distribuzione Organizzata (DO), favorendo produzioni a marchio di un gruppo d'acquisto (Despar, Gruppo VéGé ecc...). Tutti questi prodotti possono essere smerciati unicamente nella catena o nel gruppo d'acquisto di cui al marchio, portando anche a una sorta di esclusività del punto vendita.

## Tipologie di marca privata
Ad oggi, sono principalmente quattro le tipologie di private label:

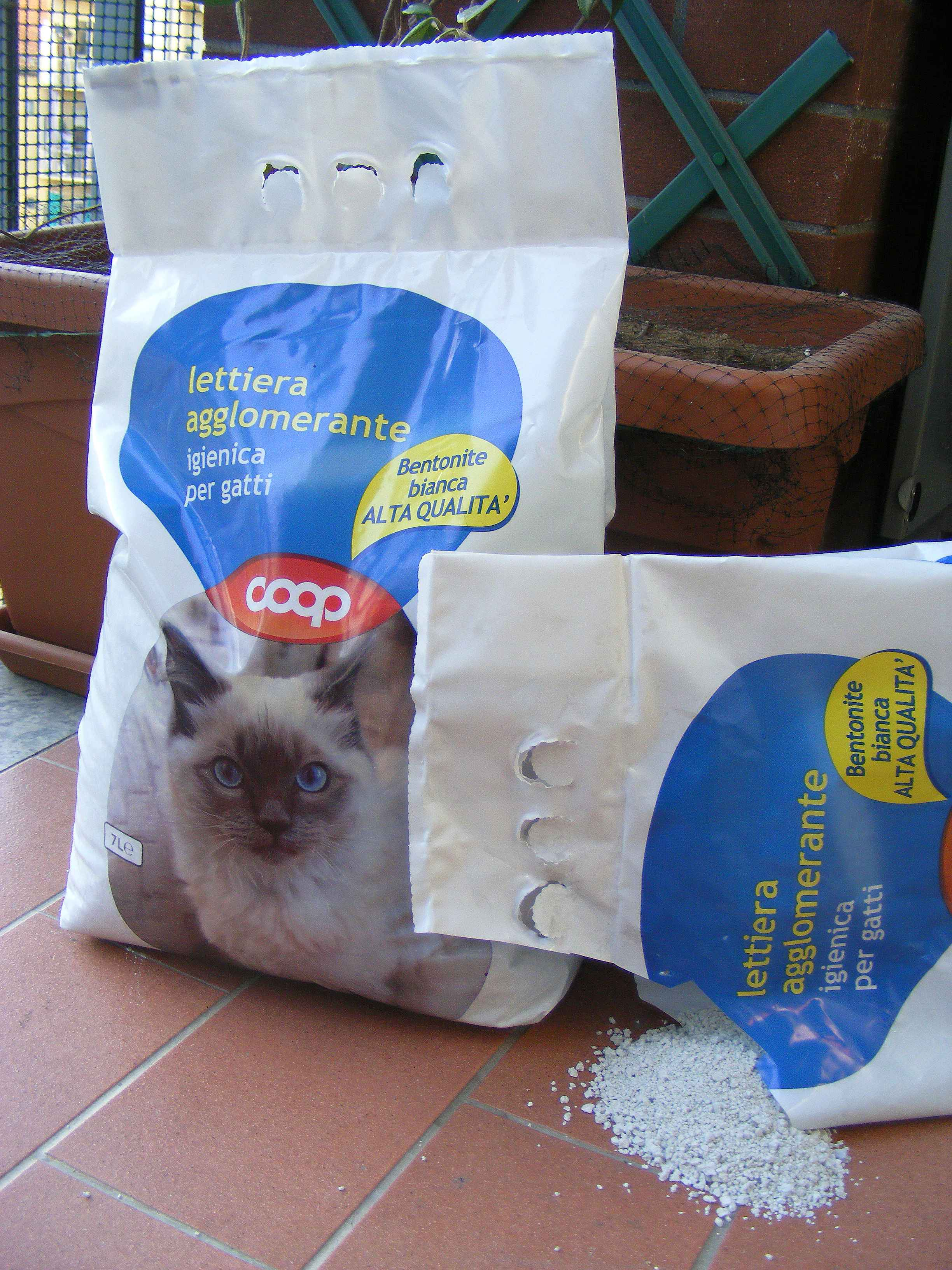
Private label (Coop) per un prodotto non alimentare (lettiera per gatti)

- Primi Prezzi ovvero i prodotti con il minor prezzo nella categoria, con prezzi inferiori di oltre il 50% rispetto alla marca leader, a volte con un nome di fantasia che non richiama nel logo o nei colori quello dell'insegna. Ad esempio Eco+ (portato in dote a Conad dal partner francese Leclerc), Smart di Esselunga, 1 di Carrefour, gli "Spesotti" di Coop.
- Premium ovvero prodotti con un prezzo maggiore di quello della marca leader (anche il 30% in più) caratterizzati da alta qualità. In Italia sono spesso declinati su gamme di prodotti tipici italiani come Sapori e Dintorni di Conad, Terre d'Italia di Carrefour, Il Viaggiator Goloso di Iper-Unes, "Fior Fiore" di Coop Italia e "Esselunga top" di Esselunga.
- Marca Insegna ovvero prodotti con il classico marchio dell'insegna commerciale con un prezzo in media inferiore del 25% rispetto alla marca leader. Fan parte di questa categoria i prodotti a marchio del distributore ossia le private label "propriamente dette": prodotti a marchio Despar, prodotti a marchio Conad, prodotti a marchio Coop, prodotti a marchio Sigma, prodotti a marchio VéGé, prodotti a marchio Crai, prodotti a marchio Esselunga ecc... Nelle aziende della DO che hanno insegne diverse a livello locale, vengono utilizzati anche marchi ombrello come Consilia per il Gruppo Sun, Selex per il gruppo Selex, Primia per il gruppo Agorà, Delizie per il gruppo VèGè, smerciati unicamente in certe zone della penisola, solitamente apposti su prodotti tipici del territorio di smercio.
- Altre ovvero le marche private che non rientrano nelle precedenti e sono linee dedicate a prodotti biologici, equo e solidali, per bambini. Alcuni esempi possono essere Rik & Rok di Auchan, Naturama di Esselunga, Fairglobe di Lidl, Solidal "Viviverde" "Bio-logici" "Eco-logici" "Crescendo" di Coop, "Verso Natura" Bio, Equo, Eco, Veg e Baby di Conad.

I prodotti Private label sono quindi presenti in diversi settori: alimentari, cura della casa, cura della persona, fai da te, elettrodomestici, ma anche prodotti finanziari, assicurativi e carburanti.

## Quota di mercato
I prodotti PL non hanno ancora raggiunto in Italia una quota di mercato paragonabile ad altri paesi europei: la vendita dei prodotti di marca ha livelli più elevati rispetto al resto del continente. Ma dopo l'ondata di recessione, secondo le rilevazioni Nielsen, nei primi 10 mesi del 2008, la quota di mercato dei prodotti Private Label è passata al 14,6%, contro il 13,4% del 2007, considerando il formato di Ipermercati, Supermercati e Libero Servizio. Nel Regno Unito la quota raggiunge ben il 44,6%, in Spagna il 32%, in Germania il 29,9%, ma sicuramente la struttura distributiva di questi paesi è molto diversa da quella del nostro, ancora fatto da piccoli gruppi molto frammentati, rendite di posizione e catene locali.